# Molophilus (Molophilus) undulatus
Molophilus (Molophilus) undulatus is een tweevleugelige uit de familie steltmuggen (Limoniidae). De soort komt voor in het Palearctisch gebied.